# Mary Njoroge
Mary Wanjiru Njoroge, née le 4 janvier 1985, est une arbitre assistante de football kényane.

## Biographie
Depuis 2008, elle figure sur la liste des arbitres de la FIFA et officie lors de matchs internationaux de football.
Njoroge est arbitre assistante lors de la Coupe du monde U-20 2018 en France, de la Coupe du monde 2019 en France  et du tournoi olympique de football 2020 à Tokyo  (en tant qu'assistant de Salima Mukansanga ). Njoroge est également nommée pour la Coupe du monde 2023 en Australie et en Nouvelle-Zélande.